# David Lewis
David Kellogg Lewis (28 de Setembro, 1941 – 14 de Outubro de 2001) é considerado um dos grandes filósofos analíticos da última metade do século XX. Inicialmente, Lewis foi professor na Universidade da Califórnia em Los Angeles (UCLA) e depois em Princeton onde passou grande parte da sua carreira. Ele também esteve próximo à comunidade filosófica da Austrália, país que ele visitou por cerca de 30 anos, em quase todos os anos. Ele se tornou famoso pelo teoria do Realismo Modal, mas também tem importantes contribuições em Filosofia da Linguagem, Filosofia da Mente, Metafísica, Epistemologia e Filosofia da Lógica. A sua teoria mais conhecida, e também mais controversa é a de que existem concretamente uma infinidade de mundos isolados, e que o nosso mundo é apenas um desses mundos.

## Infância e Educação
Lewis nasceu em Oberlin, Ohio e é filho de um professor e especialista em História Medieval. Ele já era conhecido pelo seu formidável intelecto; esta inteligência já se manifestava durante sua passagem pela Oberlin High School, onde ele apresentava seminários sobre química. Ele foi para Swarthmore College, e passou um ano em Oxford (1959-1960), onde foi orientado por Iris Murdoch e assistiu aulas de Gilbert Ryle, H.P. Grice, P.F. Strawson, e J.L. Austin. Esse ano que ele esteve em Oxford foi essencial para a sua decisão de estudar Filosofia, e deu condições para que ele se tornasse um dos mais prestigiados filósofos analíticos do século XX. Em 1967, Lewis recebeu seu PhD em Harvard, onde foi orientando por Willard Van Orman Quine. Do qual Lewis foi muito influenciado, principalmente ao adotar critério quineano de decisão ontológica e também o criticou apresentando objeções à tentativa de Quine de eliminar a distinção analítico-sintético. Ainda em Harvard que ele iniciou a sua conexão com a comunidade filosófica Australiana ao participar de um seminário com um grande filosófo australiano J.J.C. Smart. Smart uma vez disse que "Eu ensinei David Lewis," mas, alguns anos depois reformulou: "ou melhor, ele me ensinou."

## Livros
- Convention: A Philosophical Study, Harvard University Press 1969.
- Counterfactuals, Harvard University Press 1973; revised printing Blackwell 1986.
- Semantic Analysis: Essays Dedicated to Stig Kanger on His Fiftieth Birthday, Reidel 1974.
- On the Plurality of Worlds, Blackwell 1986.
- Parts of Classes, Blackwell 1991.

Lewis publicou cinco volumes contendo 99 artigos - a maioria deles publicados durante sua vida. Estes artigos discutem sua teoria contrafactual da causação, uma análise contextualista do conhecimento, um teoria do valor disposicional dentre muitos outros tópicos.
- Philosophical Papers, Vol. I (1983) inclui seus trabalhos iniciais sobre a teoria das contrapartes, e de filosofia da linguagem e de filosofia da mente;
- Philosophical Papers, Vol. II] (1986) inclui seu trabalho sobre contrafatuais, causação, e teoria da decisão. O prefácio possui uma discussão sobre "Sobreveniência humeana", o nome dado por Lewis ao seu projeto filosófico geral;
- Papers in Philosophical Logic (1998);
- Papers in Metaphysics and Epistemology (1999) contém "Elusive Knowledge" e "Naming the Colours," honrado por terem sido reimpressos no Philosopher's Annual do ano em que foram primeira publicados.
- Papers in Ethics and Social Philosophy (2000).

O último livro de Lewis, Parts of Classes (1991), sobre fundamentos da matemática, esboça uma redução da teoria de conjuntos e da aritmética de Peano a mereologia e quantificação plural. Logo após a publicação, Lewis ficou insatisfeito com alguns aspectos do seu argumento; e publicou o artigo "Mathematics in megethology," que está em "Papers in Philosophical Logic," como um resumo e revisão parciais de "Parts of Classes".

## Artigos selecionados
- "Counterpart Theory and Quantified Modal Logic." Journal of Philosophy 65 (1968): pp.  113–126.
- "Holes" "Australasian Journal of Philosophy" 48 (1970), pp 206-12. Co-autora Stephanie R. Lewis. Reimpresso em Philosophical Papers I.
- "Nominalistic Set Theory" "Nous" 4 (1970), pp 225-40.
- "Causation" "Journal of Philosophy" 70 (1973), pp 556-67. Reimpresso em Ernest Sosa [ed.] "Causation and Conditionals" (1975; Oxford U.P.), e em Philosophical Papers II.
- "The Paradoxes of Time Travel" "American Philosophical Quarterly" 13 (1976), pp 145-52. Reimpresso em Fred D. Miller Jr and Nicholas D. Smith (edd) Thought Probes (1981; Prentic-Hall), e em Philosophical Papers II.
- "Truth in Fiction." American Philosophical Quarterly 15 (1978): pp. 37–46.
- "Counterfactual Dependence and Time's Arrow" "Nous" 13 (1979), pp 455-76. Reimpresso in his Philosophical Papers II.
- "How to Define Theoretical Terms." Journal of Philosophy 67 (1979): pp. 427–46.
- "Scorekeeping in a Language Game." Journal of Philosophical Logic 8 (1979): pp. 339–59.
- "Mad pain and Martian pain." Readings in the Philosophy of Psychology Vol. I. N. Block, ed. Harvard University Press (1980): pp. 216–222.
- "Are We Free to Break the Laws?" Theoria 47 (1981): pp. 113–21.
- "New Work for a Theory of Universals." Australasian Journal of Philosophy 61 (1983): pp. 343–77.
- "Elusive Knowledge", Australasian Journal of Philosophy, 74/4 (1996): pp. 549–567.
- "Attitude De Dicto and De Se" "Philosophical Review" 88 (1979), pp 513-43. Reimpresso em D.L. Boyer, et al. (edd) The Philosopher's Annual Volume III (1981; Ridgeview), e em Philosophical Papers I.